# Thomas Worthington
Pour les articles homonymes, voir Worthington.
Thomas Worthington est un homme politique américain, né le 16 juillet 1773 et mort le 20 juin 1827.
Il a été sénateur de l'Ohio de 1803 à 1807 et de 1811 à 1814. Il a été ensuite gouverneur de l'Ohio entre 1814 et 1818.

## Hommage
Son nom a été donné à la ville de Worthington.